# Rheinfelden
Rheinfelden je město ve švýcarském kantonu Aargau. Leží asi 15 kilometrů východně od Basileje a je hlavním městem okresu Rheinfelden. V roce 2011 mělo město přibližně 12 000 obyvatel.
Slovo „Rheinfelden“ znamená německy „Rýnská pole“; tento název odkazuje na fakt, že obec leží na horním toku Rýna.

## Geografie
Rýn zde tvoří státní hranici, a to od roku 1802, kdy ji tak určil Napoleon Bonaparte. Jedno město, ležící na obou březích řeky tím rozdělil na švýcarskou a německou část. Německá část na pravém břehu se jmenuje také Rheinfelden a náleží k Bádensku-Württembersku, obě části jsou stále sociálně a ekonomicky svázané.
Ve švýcarském Rheinfeldenu se vaří nejoblíbenější[zdroj⁠?!] švýcarské pivo, Feldschlösschen.

## Historie
Oblast kolem Rheinfeldenu byla osídlena již ve střední době kamenné (mezolit), přibližně 10 000 let př. n. l. V roce 45 př. n. l.  byla zde o několik kilometrů dále na západ založena osada Augusta Raurica, první římské sídlo ve Švýcarsku. Rheinfelden je poprvé zmíněn kolem roku 851 jako Rifelt a v první polovině 12. století se mu říkalo Rinfelden.
V roce 1283 zde byla sepsána Smlouva z Rheinfeldenu, která byla prvním pokusem o uspořádání dědické posloupnosti v rodě Habsburků na základě práva primogenitury.
V roce 1330 se město  stalo součástí Rakouska. Během třicetileté války zde od 28. února do 3. března 1638 proběhla bitva u Rheinfeldenu. Během  francouzsko-nizozemské války na město v roce 1678 zaútočilo francouzské vojsko pod vedením Françoise de Créquy. Bojovalo se zde také v roce 1745 během války o rakouské dědictví. Dne 17. července 1796 byl Rheinfelden znovu okupován a vypleněn Francouzi. Od 20. února 1802 byl Rheinfelden hlavním městem okresu nově vytvořeného kantonu Fricktal (knížectví Frickgau), který se v srpnu připojil ke Švýcarské republice. 

## Osobnosti
- Rudolf II. Švábský (1270–1290), vévoda švábský, syn římského krále Rudolfa I. Habsburského, manžel druhorozené dcery Přemysla Otakara II. Anežky Přemyslovny
- Jacob Christoph Rad (1799–1871), lékař a průmyslník, který během svého působení v dačickém cukrovaru vynalezl kostkový cukr
- Jakob Sprenger (1435–1495), kněz a údajný spoluautor spisu Malleus maleficarum (Kladiva na čarodějnice)